# Cazeneuve
Cazeneuve – miejscowość i gmina we Francji, w regionie Oksytania, w departamencie Gers.
Według danych na rok 1990 gminę zamieszkiwało 139 osób, a gęstość zaludnienia wynosiła 17 osób/km² (wśród 3020 gmin regionu Midi-Pyrénées Cazeneuve plasuje się na 924. miejscu pod względem liczby ludności, natomiast pod względem powierzchni na miejscu 1232.).